# Ґжеґож Опалінський
Ґжеґож Опалінський (пол. Grzegorz Opaliński) (1 липня 1974, Люблін) — польський дипломат. Генеральний консул Республіки Польща у Львові (2008—2011).

## Життєпис
Народився 1 липня 1974 року в Любліні. У 1999 році закінчив Люблінський католицький університет, де здобув ступінь магістра права. У 2001 році закінчив післядипломні студії в Люблінському університеті ім. Марії Кюрі-Склодовської у сфері європейської інтеграції.
З 1999 року — співробітник Головної комендатури Прикордонних військ, обіймав посади специаліста, старшого спеціаліста, заступника начальника, а з 2006 року — заступника директора Бюро стратегічного аналізу Головної комендатури Прикордонних Військ.
У 2003—2005 рр. — національний експерт, був у відрядженні до «Центру аналізу ризиків» у Гельсінкі, перетвореного пізніше на «Агентство з питань управління оперативною співпрацею на зовнішніх кордонах держав-учасників Європейського союзу (FRONTEX)».
З травня 2007 по листопад 2009 рр. — Генеральний консул Республіки Польща у Києві.
З грудня 2009 по червень 2011 рр. — Генеральний консул Республіки Польща у Львові.